# Peter Frederiksen (drabsdømt)
Peter Frederiksen (død 15. september 2024) var en dansker der i maj 2018 blev dømt til to gange livstid i Sydafrika for at beordre drabet på sin ekskone, voldtægt af et barn og besiddelse af børneporno.
Sagen startede i 2015 da politiet fandt 21 afskårne klitorisser i hans fryser. Dette forhold blev han aldrig dømt for.
I forbindelse med retssagen blev han mentalundersøgt, og det blev konkluderet, at han havde psykopatiske træk.
Peter Frederiksen døde af naturlige årsager i et fængsel  i Bloemfontein, Sydafrika  15. september 2024. Han blev 72 år.